# Rijksarchief te Brussel
Het Rijksarchief te Brussel is een van de twintig archiefdiensten van het Rijksarchief in België. Het Rijksarchief te Brussel opende in 2002 zijn deuren voor het publiek, na de splitsing van de provincie Brabant en de oprichting, in 1995, van het bestuurlijk arrondissement Brussel-Hoofdstad.
Op 31 maart 2017 sloot het Rijksarchief in Anderlecht, om te verhuizen naar een nieuwe locatie aan de Luttrebruglaan in Vorst. Op 1 september 2017 opende het Rijksarchief daar de deuren.

## Welk archief wordt er bewaard?
Het Rijksarchief te Brussel bewaart ettelijke kilometer archief in verband met het grondgebied van het bestuurlijk arrondissement Brussel-Hoofdstad.
Studenten, vorsers, amateurgenealogen of -historici kunnen in het Rijksarchief een zeer breed gamma aan documenten raadplegen, natuurlijk altijd met inachtneming van de wettelijke bepalingen in verband met de bescherming van de persoonlijke levenssfeer.
- archief van de centrale instellingen van het ancien régime van het vroegere graafschap Brabant (Kanselarij van Brabant, Staten van Brabant, Raad van Brabant, Leenhof van Brabant, Consistorie van de Hoorn, enz.);
- archief van centrale overheidsinstellingen met regionale bevoegdheid, zoals de Commissie voor de provinciale inkomsten van Brabant of de Jointe voor de Rundveepest in Brabant en Limburg, die haar zetel had te Brussel;
- archief van de Douanejudicatuur van het departement Brussel en van de Tolkamer van Brussel, archief van gilden en ambachten of van plaatselijke gerechtelijke en bestuurlijke instellingen uit het ancien régime (schepenbanken enz.);
- archief van instellingen van het arrondissement Brabant (bestuur van het arrondissement Brabant onder Franse overheersing) van het Dijledepartement (bestuur van het Dijledepartement en de Dijleprefectuur) en van de provincie Brabant (tot de opdeling: Provinciebestuur van Brabant, provinciale commissie voor de studiebeurzen, enz.);
- archief van buitendiensten van ministeries zoals van de kantoren van het kadaster, de registratie en domeinen of van de hypotheekbewaring (Ministerie van Financiën) of bijvoorbeeld van de gevangenissen (buitendiensten van het ministerie van Justitie);
- archief van hoven en rechtbanken met zetel te Brussel;
- kerkelijk archief van kloosters en abdijen, kerken en kapittels, evenals van andere kerkelijke instellingen (armentafels enz.);
- notarisarchief: repertoria, tabellen en minuten van heel wat notarissen die op het grondgebied van het arrondissement Brussel-Hoofdstad waren gevestigd;
- microfilms van parochieregisters van vóór 1795;
- microfilms van de registers van de burgerlijke stand (1796-1910) van de Brusselse gemeentes en de gemeentes van Waals-Brabant, de provincie Henegouwen, de provincie Namen et de provincie Luik;
- microfilms van de bevolkingsregisters van sommige gemeentes van de vroegere provincie Brabant;
- digitale retroacta van de Burgerlijke Stand: parochieregisters en registers van de burgerlijke stand;
- enz.